# 傑氏絢鯰
傑氏絢鯰，為輻鰭魚綱鯰形目鯰科的其中一種，為熱帶淡水魚，分布於亞洲沙巴及沙勞越淡水、半鹹水流域，體長可達15.2公分，棲息在底層水域，生活習性不明。

## 扩展阅读
維基物種上的相關：傑氏絢鯰